# جون نونا
جون نونا (مواليد 8 يوليو 1948) هو مبارز بالسيف من الولايات المتحدة، مثّل بلاده في الألعاب الأولمبية الصيفية 1972.

## روابط رياضية
جون نونا على موقع أوليمبيديا (الإنجليزية)